# Вести (новине из Ужица)
Вести су локални лист који излази у Ужицу сваког петка и бави се друштвено-политичким, економским, културним, здравственим и спортским приликама у ужичком крају. Лист прати дешавања у већем делу Златиборског округа па се у њему могу пронаћи информације из Ариља, Пожеге, Косјерића, Бајине Баште, Чајетине, Златибора....

## Историја
Под именом Вести лист се први пут појављује 1941. године за време Ужичке републике, као орган Штаба Ужичког народноослободилачког одреда. Шест дана по формирању Ужичке републике, светло дана угледао је први број „Вести”, који је штампан ћирилицом. Први број је изашао на 62 стране, са 172 прогласа и обавештења, и пружао је важне информације са фронта. По ослобођењу Ужица 1944. године наставља да излази под истим именом а штампа се у штампарији Љубомира Романовића. Под називом Победа штампан је у периоду од краја 1949. до почетка 1952. године, када је вратио назив Вести, под којим излази до данашњих дана. 

## Уредници
Одговорни уредници: од бр. 64 (1945) Миодраг-Жика Аврамовић; од бр. 76 (1945) Љубо Мијатовић; од бр. 78 (1945) Новак Живковић; бр. 202 (1948) Божидар Богдановић; од бр. 278 (1952) Гвозден Јованчевић; од бр. 359 (1954) Гојко Шкоро; од бр. 490 (1956) Стојадин Обрадовић. - Главни и одговорни уредници: од 1965. Јован Остојић; од 1984. Петар Тешић; од бр. 2062 (1987) Мирко Зечић; од бр. 2222 (1990) в.д. Раденко Мутавџић; од бр. 2453 (1995) Слободан Мурић; од бр. 2549 (1997) в.д. Раденко Мутавџић; од бр. 2749 (2001) в.д. Зоран Јеремић; од бр. 3056 (2008) Милица Турудић; од бр. 3272 (2012) Зорица Ђоковић; од бр. 3325 (2013) Надежда Тошић; од бр. 3373 (2014) Зорица Ђоковић. Од броја 3672 (2019) Никола Митровић. 

## Редакција
Директор Вести је Никола Митровић, а редакцију чине: Никола Митровић (главни уредник), Биљана Поповић (дизајн и прелом новина), Владимир Тансковић (шеф маркетинга), Рада Поповић (новинар), Драгица Цвијовић (новинар), Жанка Ерић (новинар) и Светомир Милутиновић (новинар).

## Тираж
Штампа се у тиражу од 1.000 примерака.

## Чланови друштва
Последњом одлуком регистратора „Агенција за привредне регистре”, уместо претходног члана друштва Вера Гускић, дана 24,12,2019. године, уписан је нови члан друштва „Вести” и то 432Hz LLC. 
Регистарски / Матични број: L19000035660 
Држава: Сједињене Америчке Државе
Оснивачи: Борко Гускић и Дејан Стојић из Ужица